# Colotois mauretanaria
Colotois mauretanaria är en fjärilsart som beskrevs av Stättermayer 1930. Colotois mauretanaria ingår i släktet Colotois och familjen mätare. Inga underarter finns listade i Catalogue of Life.